# 笑い待ち
笑い待ち(わらいまち)とは、お笑い用語で、観客の笑いがおさまるのを待つことである。
漫才やコントなどは決まった台本通りに進行するが、観客の笑いが大きく、長くなった場合は、その間ネタの進行を止めて、笑いがおさまるまで待つ必要がある。これが笑い待ちである。お笑い芸人の基本的な技術とされており、芸能養成学校で教えられている。